# Kastell Ad Statuas (Várdomb)

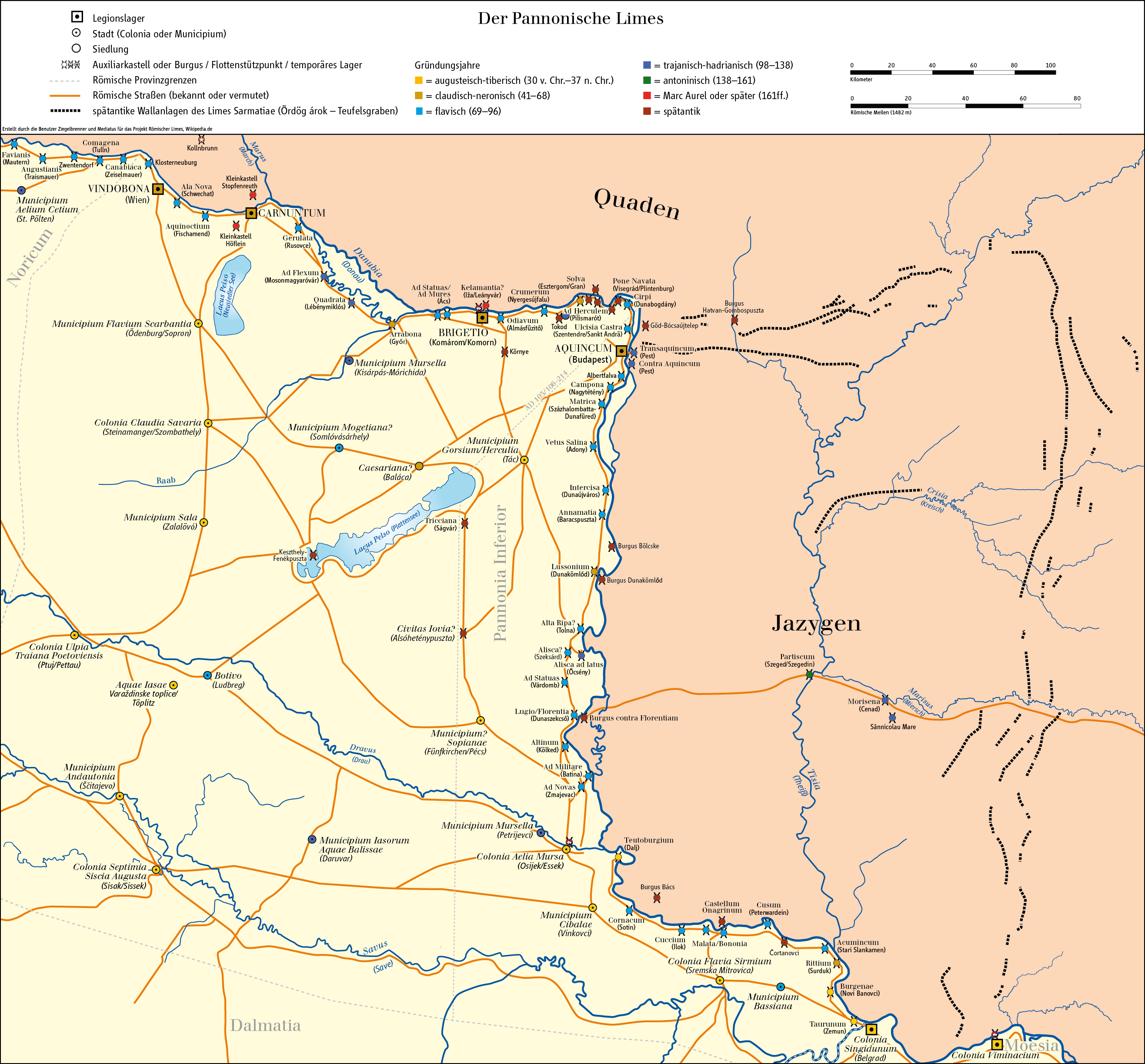
Die Lage von Ad Statuas am niederpannonischen Donaulimes.

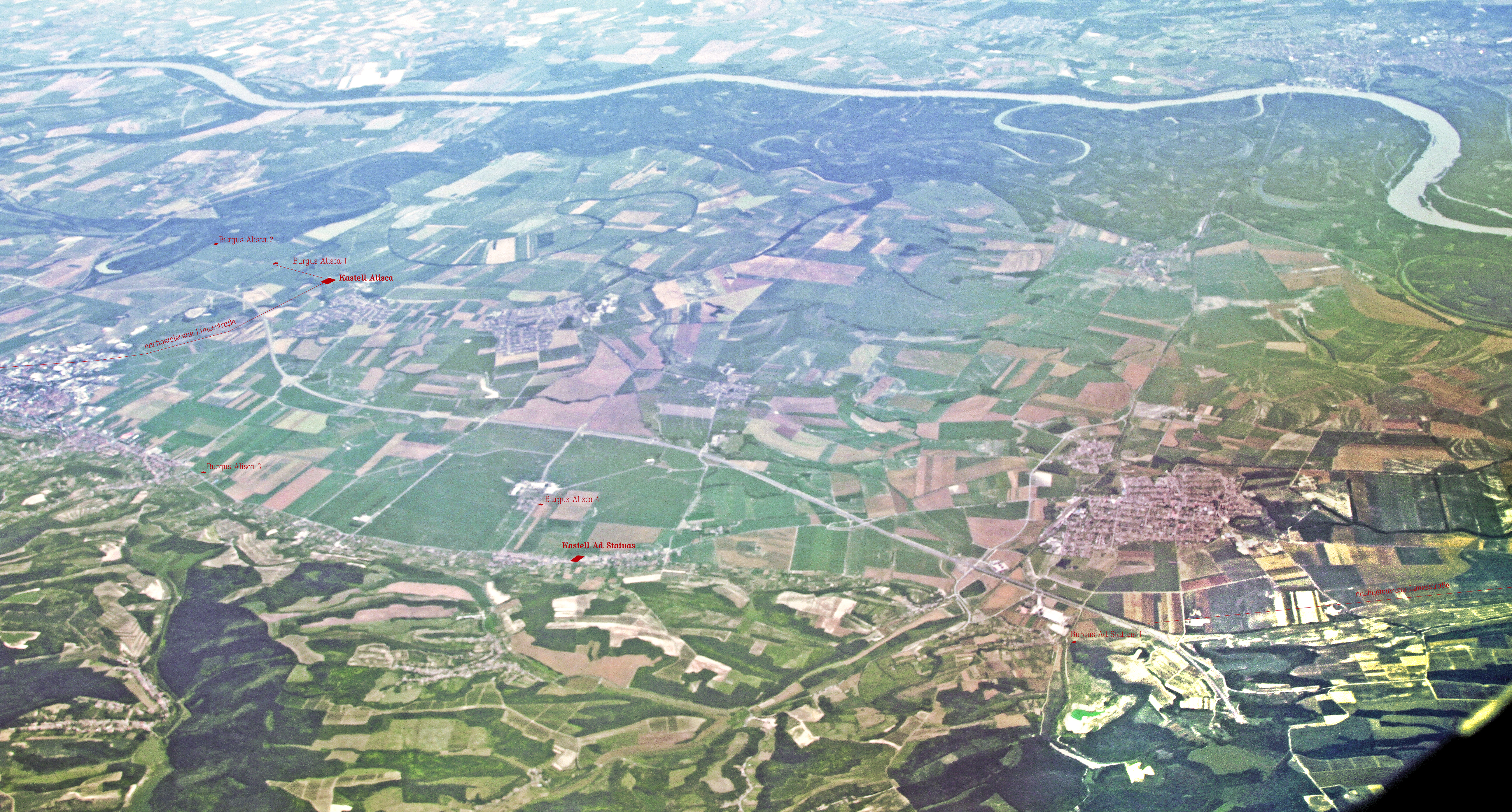
Das von Südwesten nach Nordosten aufgenommene Luftbild zeigt die Lage von Ad Statuas mit seinem Umfeld sowie das Kastell Alisca.

Das Kastell Ad Statuas war ein römisches Militärlager, das als Kohortenkastell einen Abschnitt des pannonischen Donaulimes (Limes Pannonicus) sicherte. Die archäologisch wenig bekannte und inzwischen überbaute Anlage wurde einst nahe dem Donauwestufer gegründet und befindet sich heute mitten im ungarischen Dorf Várdomb, im Komitat Tolna.

## Lage
Das Kastell befindet sich in Unterhanglage am Westrand einer Niederung, die sich zwischen den westlich ansteigenden Bergen von Szekszárd und der weiter östlich fließenden Donau erstreckt. Es entstand auf einer leichten Erhebung über dem Saum des sumpfigen Terrains, das die ausladenden antiken Donauauen gebildet hatten. Aufgrund der massiven neuzeitlichen Kanalisierung kam es zu einer deutlichen Rückverlegung des Flusses nach Osten und damit zu einer Entfernung des Gerinnebettes von den römerzeitlichen Strukturen. Auch eine weitere Auenbildung wurde bei diesen Maßnahmen deutlich eingeschränkt. Die von Norden kommende Limesstraße umläuft den ehemals schwierigen, hochwassergefährdeten Geländebereich, führte direkt an der Fortifikation vorbei und verläuft Richtung Süden zum Kastell Dunaszekcső. Der Garnisonsort befand sich auf dem Gebiet inmitten des heutigen Dorfes Várdomb. Ihr Standort lässt sich an dem über 100 Meter breiten, leichten Geländerücken erkennen.

## Forschungs- und Baugeschichte
Wie der mit Burghügel zu übersetzende ungarische Ortsname Várdomb verdeutlicht, ging das Wissen um eine alte Befestigungsanlage aufgrund der offenbar noch lange sichtbaren Baureste nie vollständig verloren. Der Archäologe Mór Wosinsky (1854–1907), der als Erster Ad Statuas in Várdomb lokalisierte, konnte auf der Anhöhe Újberekpuszta am Nordrand von Várdomb Baureste und Ziegelbruchstücke sichern, die möglicherweise mit einem Wachturm oder einem anderen militärisch genutzten Gebäude in Verbindung standen. Aus den kastellnahen Grundstücken wurden immer wieder römische Funde und Mauerreste geborgen. Unter diesen Funden befand sich auch ein bereits im 19. Jahrhundert bekannt gewordener Ziegelstempel des Tribuns Flavius Macianus.
Die Anlage wird während der Regierungszeit der Flavier (69–96) oder des Kaisers Trajan (98–117) errichtet worden sein. In den 1980er Jahren kam östlich der Hauptstraße, schräg gegenüber dem Wirtshaus, eine 0,8 bis 0,9 Meter breite Mauer aus dem Boden, die vielleicht als Teil der steinernen Umfassungsmauer dieser Garnison anzusehen ist.
Der antike Name Ad Statuas ist erstmals durch das Itinerarium provinciarum Antonini Augusti, ein Verzeichnis der wichtigsten römischen Reichsstraßen aus dem  3. Jahrhundert n. Chr., überliefert.

## Truppe
Auf einem im Ort gefundenen Grabstein mit einer beschädigten Inschrift lässt sich möglicherweise der dort genannte Truppenname rekonstruieren und zu Cohors III Lusitanorum (Dritte Kohorte der Lusitaner) ergänzen. Aufgrund der aus den Militärdiplomen abgeleiteten topographischen Truppenaufzählungen vermutete der Limesexperte und Archäologe Zsolt Visy, dass für den Standort Ad Statuas jedoch eher die Cohors II Asturum et Callaecorum (Zweite Kohorte der Asturer und Callaecier) vermutet werden darf. Für den Epigraphiker Barnabás Lőrincz (1951–2012) blieb der pannonische Standort dieser Einheit jedoch unbekannt.
2003 stellte Visy folgende Truppenchronologie für das Kastell vor: Von der flavischen Epoche (69–96) bis 108 n. Chr. mutmaßte er die zuvor im Kastell Esztergom stationierte Cohors I Augusta Ituraeorum sagittariorum, eine Bogenschützen-Kohorte, am Platz, ihr folgte ab Trajan die Cohors II Asturum et Callaecorum, für die in der Spätantike die Equites Dalmatae (Dalmatinische Reiter) und die Auxilia Ursarensia  nachrückten. Die Verlegung der letztgenannten Hilfstruppe aus ihrem vorherigen Standort am Kastell Visegrád–Sibrik nach Vádomb ist durch die Notitia dignitatum, ein Staatshandbuch aus dem 4. Jahrhundert, belegt. Lőrincz hingegen vermutete, dass nach den Markomannenkriegen (166–180) bis um 250 oder später die zuvor im Kastell Szekszárd liegende Cohors I Noricorum equitata (Erste teilberittene Kohorte der Noriker) nach Ad Statuas kam.
Auf einer weiteren Grabstele wird ein aus dem syrischen Hemesa stammender Veteran der in Aquincum (Budapest) liegenden Legio II Adiutrix genannt, der in Ad Statuas seinen Sohn begrub. Offensichtlich hatte sich der Legionär nach seinem Ausscheiden aus der Armee in oder um Várdomb niedergelassen.

## Gräberfeld
Aus dem Umfeld des in den 1980er Jahren entdeckten Mauerabschnittes an der Hauptstraße, hauptsächlich jedoch westlich dieser Stelle wurden zahlreiche römische Bestattungen bekannt, die jedoch größtenteils ohne archäologische Befundaufnahme geplündert und beseitigt wurden. Es ließ sich feststellen, dass es sich bei den Grablegen zumeist um Ziegelgräber gehandelt hat. Von den zu diesem Gräberfeld gehörenden Grabinschriften konnten nur wenige für die Wissenschaft gesichert werden. Einige wurden von der Dorfbevölkerung in ihren Bauernhäusern vermauert.

## Fundverbleib
Funde befinden sich heute im Wosinsky Mór Múzeum in Szekszárd.

## Limesverlauf zwischen dem Kastell Ad Statuas bis zum Kastell Dunaszekcső
Spuren der militärischen Bauwerke zwischen Várdomb und Dunaszekcső.
| Strecke | Name/Ort                               | Beschreibung/Zustand |
| 8       | Bátaszék-Kövesd, (Burgus Ad Statuas 1) | Als erster beschrieb Mór Wosinsky die Fundstätte. Er beobachtete ein großes Gebäude und römische Gräber, die in der Nähe lagen. Da der Ort an einem nach Osten abfallenden Hang nahe der östlich vorbeiführenden römischen Limesstraße lag, könnte es sich bei Wosinskys Befunden möglicherweise um die Überreste einer Turmstelle handeln. |
| 8       | Bátaszék, (Burgus Ad Statuas 5)        | Der Wachturm wurde auf einem Luftbild im Jahr 2009 entdeckt. Die Turmstelle wird von einem leicht trapezförmigen Doppelgraben umgeben. Der äußere Graben besitzt einen Durchmesser von rund 90 × 100 Metern, der innere misst 45 ×55 Meter. Das Gebiet auf dem sich der Turm befindet ist flach und feucht. Der Turm selber liegt auf einer trockenen Erhöhung. Das Luftbild zeigt einen alten Wasserlauf, der östlich am Turm vorbeiführt. Aufgrund des hohen Grundwasserspiegels ist heute die Landwirtschaft auf dieser Fläche aufgegeben worden. Feldbegehungen brachten Steintrümmer und spätrömische Münzen zu Tage, darunter auch solche aus der Regierungszeit des Kaisers Julian (360–363). |
| 8       | Báta, (Burgus Ad Statuas 2)            | Eine kleine Anhöhe am Rand der Stadt Báta war der Standort dieses spätrömischen Wachturms, der insbesondere durch Luftbilder aus den Jahren 1950 und 2010 bekannt ist. Sein Doppelgraben umfasste insgesamt rund 50 × 47 Meter. Lesefunde von sechs römischen Bronzemünzen bestätigte die Identifizierung. Sie stammen aus der Mitte und dem letzten Drittel des 4. Jahrhunderts. Darunter ist eine aus der Regierungszeit des Kaisers Valens (364–378), die zwischen 364 und 367 geprägt wurde. Unmittelbar nördlich von Ad Statuas 2 gabelt sich die antike Limesstraße in zwei Äste, die zumindest anfangs parallel nach Nordwesten verliefen.                                                    |
| 8       | Burgus Ad Statuas 3                    | Der Turm wurde erstmals durch ein Luftbild bekannt, das 1950 aufgenommen worden ist. Insbesondere mithilfe eines neuen Luftbilds aus dem Jahr 2010 wurde der Befund wesentlich klarer sichtbar. Er stand 1,3 Kilometer südlich von Ad Statuas 2 und besaß einen rund 32 × 32 Meter großen Umfassungsgraben. Bei Feldbegehungen kamen viele Bruchsteine sowie neun kleine Bronzemünzen des 4. Jahrhunderts ans Licht. Nach dem Münzausweis bestand Ad Statuas 3 zeitgleich mit Ad Statuas 2. Eine Münze stammt aus der Regierungszeit des Unterkaisers Constantius Gallus (351–354). und wurde zwischen 352 und 354 geprägt.                                                                          |
| 8       | Báta, (Burgus Ad Statuas 4)            | Ein Luftbild zeigt einen dunkle, quadratische Stelle, die rund 43 × 43 Meter umschließt. Das Objekt – möglicherweise ein Wachturm – lässt sich an der Ostseite der römischen Limesstraße ausmachen. Bei Feldbegehungen wurden Steine und Dachziegelfragmente entdeckt. |
| 8       | Dunaszekcső                            | Das Kastell von Dunaszekcső liegt auf einem mächtigen Lößhügel, dem Várhegy. |

## Denkmalschutz
Die Denkmäler Ungarns sind nach dem Gesetz Nr. LXIV aus dem Jahr 2001 durch den Eintrag in das Denkmalregister unter Schutz gestellt. Das Kastell Ad Statuas sowie alle anderen Limesanlagen gehören als archäologische Fundstätten nach § 3.1 zum national wertvollen Kulturgut. Alle Funde sind nach § 2.1 Staatseigentum, egal an welcher Stelle der Fundort liegt. Verstöße gegen die Ausfuhrregelungen gelten als Straftat bzw. Verbrechen und werden mit Freiheitsentzug von bis zu drei Jahren bestraft.